# 205 (število)

## V matematiki
205 je sestavljeno število, saj ima 4 delitelje (1, 5, 41 in 205).
205 je nezadostno število, saj je vsota njegovih deliteljev 252 in velja, da je < 2n.